# Paya Udeung
Paya Udeung is een bestuurslaag in het regentschap Nagan Raya van de provincie Atjeh, Indonesië. Paya Udeung telt 298 inwoners (volkstelling 2010).